# Agrilus laticornis
Agrilus laticornis (лат.) — вид жуков-златок. Длина тела взрослых насекомых (имаго) 4—6 мм. Тело со спинной стороны зелёное, синевато-зелёное или бронзово-чёрное; с грудной стороны бронзово-чёрное. Развиваются на дубе, грабе.

## Синонимы
В синонимику вида входят следующие биномены:
- Buprestis laticornis Illiger, 1803
- Agrilus aceris Chevrolat, 1837
- Agrilus asperrimus Marseul, 1866
- Agrilus coerulescens Schilsky, 1888
- Agrilus foveola Rey, 1891
- Agrilus laticollis Kiesenwetter, 1857
- Agrilus scaberrimus (Ratzeburg, 1839)[3]